# Кандрес
Кандрес (фр. Candresse) насеље је и општина у југозападној Француској у региону Аквитанија, у департману Ланд која припада префектури Дакс.
По подацима из 2011. године у општини је живело 778 становника, а густина насељености је износила 91,1 становника/km². Општина се простире на површини од 8,54 km². Налази се на средњој надморској висини од 15 метара (максималној 48 m, а минималној 4 m).

## Демографија
| 1962. | 1968. | 1975. | 1982. | 1990. | 1999. | 2011. |
| ----- | ----- | ----- | ----- | ----- | ----- | ----- |
| 375   | 403   | 386   | 416   | 526   | 558   | 778   |

График промене броја становника у току последњих година